# Norges fylker
Et fylke (tidligere amt) er en norsk regional administrativ enhed (forvaltningsenhed) med et vist selvstyre, svarende til et dansk amt.

Betegnelsen blev brugt i middelalderen, men blev erstattet med "syssel", senere omdøbt til "len". Fra 1662 til 1918 var betegnelsen "amt", og herefter igen "fylke".
Landet bestod fra 1972 til og med 2017 af 19, fra 2018 af 18 (Trøndelag sammenlagt) fylker. Fra 2020 reducerede Regionsreformen i Norge 19 fylker til 11, hvoraf Oslo kommune udgør ét. Fra 1. januar 2024 blev antallet justeret til 15.
Ordet "fylke" er afledt af "folk" og kommer fra oldnordisk: fylki.

## Liste over fylker pr. 1. januar 2020
| Fylkesnummer | Navn                                                      | Administrativt center    | Indbyggertal | Areal     | Antal kommuner | Målform | Ordfører                           | Fylkesmann                    | Mest folkerige kommune |
| ------------ | --------------------------------------------------------- | ------------------------ | ------------ | --------- | -------------- | ------- | ---------------------------------- | ----------------------------- | ---------------------- |
| 03           | Oslo                                                      | Oslo                     | 673 469      | 454,12    | 1              | neutral | Marianne Borgen (SV)               | Valgerd Svarstad Haugland     | Oslo                   |
| 11           | Rogaland                                                  | Stavanger                | 473 526      | 9 377,10  | 23             | neutral | Marianne Chesak (Ap)               | Lone Merethe Solheim (konst.) | Stavanger              |
| 15           | Møre og Romsdal                                           | Molde                    | 266 856      | 14 355,62 | 26             | nynorsk | Jon Aasen (Ap)                     | Lodve Solholm                 | Ålesund                |
| 18           | Nordland                                                  | Bodø                     | 243 335      | 38 154,62 | 41             | neutral | Kari Anne Bøkestad Andreassen (Sp) | Tom Cato Karlsen              | Bodø                   |
| 30           | Viken                                                     | Oslo, Drammen, Sarpsborg | 1 234 374    | 24 592,59 | 51             |         | Roger Ryberg (Ap)                  | Valgerd Svarstad Haugland     | Bærum                  |
| 34           | Innlandet                                                 | Hamar og Lillehammer     | 370 994      | 52 072,44 | 46             |         | Even Aleksander Hagen (Ap)         | Knut Storberget               | Ringsaker              |
| 38           | Vestfold og Telemark                                      | Skien og Tønsberg        | 415 777      | 17 465,92 | 23             |         | Terje Riis-Johansen (Sp)           | Per Arne Olsen                | Tønsberg               |
| 42           | Agder                                                     | Kristiansand og Arendal  | 303 754      | 16 434,12 | 25             |         | Arne Thomassen (H)                 | Stein A. Ytterdahl            | Kristiansand           |
| 46           | Vestland                                                  | Bergen og Leikanger      | 631 594      | 33 870,99 | 43             | nynorsk | Jon Askeland (Sp)                  | Lars Sponheim                 | Bergen                 |
| 50           | Trøndelag Trööndelage                                     | Steinkjer                | 458 744      | 42 201,59 | 38             | neutral | Tore O. Sandvik (Ap)               | Frank Jenssen                 | Trondheim              |
| 54           | Troms og Finnmark Romsa ja Finnmárku Tromssa ja Finmarkku | Tromsø og Vadsø          | 243 925      | 74 829,68 | 39             |         | Ivar B. Prestbakmo (Sp)            | Elisabeth Aspaker             | Tromsø                 |

### Uddybende
1. ↑  Fylkesnummeret ejes af Statistisk Centralbyråd og er en del af den internationale standard ISO 3166, specifikt ISO 3166-2:NO.
2. ↑  Navnet er i 2 tilfælde også angivet på samisk